# Антипина (река)
Антипина — река в России, протекает по Красноборскому району Архангельской области. Устье реки находится в 9 км по правому берегу реки Мотьма. Длина реки составляет 10 км.

## Данные водного реестра
По данным государственного водного реестра России относится к Двинско-Печорскому бассейновому округу, водохозяйственный участок реки — Северная Двина от впадения реки Вычегда до впадения реки Вага, речной подбассейн реки — Северная Двина ниже места слияния Вычегды и Малой Северной Двины. Речной бассейн реки — Северная Двина.
Код объекта в государственном водном реестре — 03020300112103000025889.

### Топографическая карта
- Лист карты P-38-83,84 Кваша. Масштаб: 1 : 100 000. Состояние местности на 1984 год. Издание 1988 г.